# Херсон (корвет)
«Херсон» — 24-пушечный парусный корвет Черноморского флота Российской империи. Участник войн с Францией 1804—1807 годов.

## Описание корвета
Парусный деревянный корвет. Длина корвета составляла 36,6 метра, ширина — 10,4 метра, осадка — 3,7 метра. Вооружение судна состояло из 24-х орудий.

## История службы
В 1805 году транспорт «Херсон» был переоборудования в корвет и вошёл в состав Черноморского флота.
Принимал участие в войнах с Францией 1804—1807 годов.
Перейдя из Севастополя в Корфу, в 1806 году присоединился к эскадре вице-адмирала Д. Н. Сенявина. В апреле того же года ушёл в Кастельново и пробыв там до конца года, 29—31 января 1807 года вернулся в Корфу в составе отряда.
12 августа 1807 года доставил вице-адмиралу Д. Н. Сенявину в Архипелаг рескрипт императора Александра I о заключении Тильзитского мира и о возвращении флота в Россию, затем вернулся в Корфу.
В связи с начавшейся англо-русской войной с 12 по 28 декабря 1807 года перешёл из Корфу в Триест в составе эскадры капитан-командора И. О. Салтанова. В январе следующего года ушёл в Венецию в составе отряда.
Корвет «Херсон» оставался в Венеции, пока не был продан французскому правительству 27 сентября 1809 года, а экипаж возвращен в Россию.

## Командиры корвета
С 1805 по 1807 год командиром корвета «Херсон» служил Я. П. Чаплин.